# IC 1718
IC 1718 ist eine kompakte Galaxie vom Hubble-Typ C im Sternbild Triangulum am Nordsternhimmel. Sie ist schätzungsweise 209 Millionen Lichtjahre von der Milchstraße entfernt und hat einen Scheibendurchmesser von etwa 35.000 Lichtjahren. 

Im selben Himmelsareal befinden sich u. a. die Galaxien NGC 608 und NGC 614.
Das Objekt wurde am 13. November 1903 vom US-amerikanischen Astronomen Stéphane Javelle entdeckt.